# Losing It
Losing It is een nummer van de Australische producer Fisher uit 2018.
Volgens Billboard is "Losing It" het op twee na beste dancenummer van 2018 en het 84e beste nummer van dat jaar. Het nummer werd een bescheiden hitje in een aantal landen. In Fishers thuisland Australië haalde het de 35e positie. In de Nederlandse Top 40 haalde het een 30e positie, en in de Vlaamse Ultratop 50 werd de 26e positie gehaald.